# Tahiriden (Jemen)
Die Tahiriden (arabisch بنو طاهر, DMG Banū Ṭāhir) waren eine jemenitische Scheich-Familie aus der Gegend von Juban und al-Miqrāna und Rada, deren Herrschaftszeit zwischen 1454 und 1517 lag. Die Tahiriden waren schāfiʿitische Sunniten. Der Beginn ihrer Ära war geprägt durch die Eroberung Adens. Obwohl sie arabischer Herkunft waren übernahmen sie Titel und Institutionen ihrer zeitlichen Vorgänger, der persischen Tahiriden. 
Im Gegensatz zu den Vorgänger-Dynastien interessierten sich die Tahiriden weniger für die zayiditischen (immamatischen) Gebiete im Norden des Landes. Streitmächte wurden nur sehr gelegentlich in Richtung Sanaa gesandt. Die Sommerresidenzen lagen in Juban, al-Miqrāna und Rada, die Winterresidenz hingegen lag in der Tihama in Zabid. In dieser Zeit gewann die Stadt ihren alten Ruf als Metropole der Intellektuellen und als eine der großen Universitäten im Lande zurück. Daneben wurde die Landwirtschaft fortentwickelt. 
In einer Schlacht in der Nähe von Zabid unterlagen die Tahiriden den Mamluken-Herrschern Ägyptens, die im Jemen einmarschiert waren, um den Jemen zu erobern. Dabei verfolgten sie das Ziel, den stetig zunehmenden Einfluss der Portugiesen und den durch diese bedrohten Indienhandel zu unterbinden. Den Mamluken traten in der Auseinandersetzung mit den Tahiriden die Zaiditen helfend bei. Aber auch der osmanische Sultan Selim war mit von der Partie. Ein wesentlicher Grund für die Niederlage der Tahiriden war eine von ihm eingeführte Waffe, eine Art Armbrust, die modernste Waffe jener Zeit. Der tahiridische Sultan, der in Richtung Taizz floh, wurde verfolgt und enthauptet, nachdem man ihn gestellt hatte. Nach Mitnahme des tahiridischen Staatsschatzes aus al-Miqrāna waren die Spuren der tahiridischen Vorherrschaft ausgelöscht.
Mit der Beendigung der Herrschaft der Tahiriden im Jahr 1517, endete auch diejenige der Mamluken, nachdem sie von den Osmanen unterworfen worden waren.